# بوعبيد بوزيد
بوعبيد بوزيد (مواليد سنة 1953 بمدينة تطوان) فنان تشكيلي مغربي، أستاذ تاريخ الفنّ والحضارات والرسم القديم في المعهد الوطنيّ العالي للفنون الجميلة في تطوان، وأستاذ تاريخ الفنّ المغربيّ في كلّيّة الآداب والعلوم الإنسانيّة.

## سيرة
من مواليد سنة 1953 بتطوان، تخرج من مدرسة الفنون الجميلة سنة 1975، قبل أن يكمل دراسته الأكاديمية بإسبانيا وبلجيكا٬ من القلائل الذين خضعوا لتدريب في علم المتاحف وآخر في مجال ترميم وإصلاح الأعمال الفنية٬ وقام بتداريب ميدانية وزيارات متعددة للمتاحف الحديثة والمعاصرة في عدد من البلدان الأوروبية٬ أغنت تجاربه ومعارفه وأهلته لإدارة متحف تطوان للفن الحديث٬ الذي يؤثث في أروقته لإبداعات نادرة تستقطب اهتمام مهتمي الفن التشكيلي من المغرب وخارجه.
وتمكن الفنان بوزيد من الخروج من ثوب الفنان التشيكيلي ليلبس جلباب الباحث المؤرخ في مجالات متعددة٬ المهتم بالرصد والنقد الفني٬ وأصدر كتابين الأول عن التشكيلي المغربي الراحل المكي مغارة والثاني في جزئين بالعربية والإسبانية والفرنسية والإنجليزية تحت عنوان «رسامون من تطوان» تضمّن سير وأعمال 67 فنانا من مختلف الأجيال والاتجاهات الفنية.
ويعتبر الفنان بوعبيد بوزيد أن إشراقاته الفنية٬ التي استطاع فيها المزج بحرفية كبيرة بين التشخيص والتجريد ٬ ليس إلا استمرارا لمدرسة مغربية متجددة رسم خطواتها الأولى الفنانون المكي امغارة وعبد الله الفخار ومحمد شبعة وسعد بن سفاج وعزيز أبوعلي وعبد الكريم الوزاني.
ويؤكد الفنان التطواني أن همه الأساس في حياته الفنية الطويلة والحبلى بالتجارب هو التنقيب عن مجمل الرصيد الفني بشمال المغرب حتى يتم توثيقه وإشعاعه واكتشاف الأسماء والأعمال الفنية المنسية٬ التي قد تغني الرصيد الثقافي للفن التشيكلي بالمغرب.
ويفتخر بوزيد٬ الذي شارك في أكثر من 30 معرضا فرديا وجماعيا بالمغرب والخارج٬ بكونه ساهم في إبراز العديد من الأسماء الشابة من مختلف مدن المغرب٬ شق بعضها طريق العالمية٬ كسعيد قديد وطه بنعدادة وحسن الشاعر وفوزي طنجية وأحمد الحياني ويونس الحراز٬ وهو الجيل الذي يعتبره بوزيد بوعبيد «الجيل الجديد حامل مشعل الفن المغربي الذي أسس له جيل الرواد».
ولخص الخبير الإسباني في علم المتاحف بابلو بيرموديث أعمال بوزيد الفنية في كونها «تعتمد على تقنيات إبداعية مستفزة ومثيرة لسؤال صارخ في أعين المتلقي وفكره وإحساسه بأسلوب تعبيري صرف يثير دواخل إنسانية عدة تدور في فلك البداية والنهاية».